# Черышев, Дмитрий Николаевич
Дми́трий Никола́евич Че́рышев (род. 11 мая 1969, Горький) — российский футболист и футбольный тренер. Выступал на позиции нападающего. За сборную России и сборную СНГ сыграл 13 официальных матчей (забил 1 гол) и 1 неофициальный (Россия — сборная ФИФА, 0:2). Завершил игровую карьеру в Испании, где долгое время проживал и занимался тренерской деятельностью. С 2008 по 2009 год тренировал детскую команду мадридского «Реала», в юношеской команде этого клуба играл его старший сын Денис.

## Биография
Воспитанник нижегородской детско-юношеской спортивной школы «Торпедо». После окончания школы выступал в команде второй лиги СССР «Химик» (Дзержинск) вместе с другом детства, позднее футбольным арбитром, Игорем Егоровым. В 1989 году друзей призвали в армию (они служили в Кантемировской дивизии). После возвращения из армии Черышев был приглашён Валерием Овчинниковым в нижегородский «Локомотив», в котором выступал два года в первой лиге СССР, а также в высшей лиге первого чемпионата России (1992).
В межсезонье 1992/93 нападающего, которого отличала высокая скорость, пригласил московский клуб «Динамо». В первом сезоне Черышев в 22 играх чемпионата забил семь мячей. Выступая за «Динамо» на протяжении четырёх лет, Черышев дважды становился призёром чемпионата России и обладателем Кубка России, был приглашён в сборную России.
Забив 17 мячей в чемпионате 1996 года, Черышев занял третье место в списке бомбардиров после Александра Маслова и Олега Веретенникова. Этот сезон стал для Черышева последним в России — в ноябре 1996 года он перешёл в футбольный клуб испанской Примеры «Спортинг» (Хихон), где уже играли россияне Юрий Никифоров и Игорь Ледяхов. В «Спортинге» Черышев выступал до 2001 года, после чего перешёл в клуб второго испанского дивизиона «Бургос». В 2003 году Дмитрий Черышев завершил свою профессиональную карьеру в клубе четвёртого дивизиона Испании «Аранхуэс» уже в роли играющего тренера.
За высокую скорость получил прозвище «Нижегородская электричка», также «Ракета», а в Испании — La bala rusa (с исп. — ««русская пуля»»).
После того как его сына пригласили в футбольную школу клуба «Реал Мадрид», Дмитрий переехал в столицу Испании, где поступил на тренерские курсы. Через два с половиной года Черышев получил диплом категории Pro и в 2006 году был приглашён на тренерскую должность в детскую команду «Реала».
13 декабря 2010 года был назначен на пост спортивного директора клуба «Сибирь» (Новосибирск). 16 июня 2011 года Черышев был утверждён на пост главного тренера нижегородской «Волги», выступавшей в Премьер-лиге. Под его руководством «Волга» сумела сохранить место в Премьер-лиге и выйти в полуфинал Кубка России. После окончания сезона 2011/12 Черышев покинул клуб.
1 июля 2013 года возглавил молодёжный состав команды «Зенит» из Санкт-Петербурга. 24 мая 2014 года покинул свой пост. 27 октября 2014 года возглавил казахстанский клуб «Иртыш» (Павлодар). 8 мая 2015 года павлодарский клуб официально заявил об отставке Дмитрия Черышева с поста главного тренера.
28 июля 2015 года Черышев вошёл в тренерский штаб Уная Эмери в испанской «Севилье». С июня 2016 года по январь 2017 года возглавлял саранскую «Мордовию». 11 июля 2018 года возглавил «Нижний Новгород», в сезоне 2018/19 команда заняла 4-е место в ФНЛ и участвовала в переходных матчах за выход в Премьер-лигу. 15 октября 2019 был отправлен в отставку.
22 июля 2022 года возглавил андоррский клуб «Санта-Колома». В Лиге конференций команда впервые в истории андоррского футбола прошла 2 раунда европейского соревнования. В ноябре 2023 года покинул «Санта-Колому» и в декабре того же года возглавил «Шинник», подписав контракт с ярославским клубом по схеме «полгода + год». 17 декабря 2024 года «Шинник» и Черышев достигли договоренности о прекращении срока действия контракта по соглашению сторон. Спустя три дня, 20 декабря 2024 года, стал главным тренером таджикского клуба «Равшан», подписав контракт до конца 2025 года.

## Достижения
- Серебряный призёр чемпионата России: 1994
- Бронзовый призёр чемпионата России: 1993
- Обладатель Кубка России: 1994/1995
- В списках 33 лучших футболистов чемпионата России (3): № 1: 1996; № 2: 1994; № 3: 1992
- Второе место среди вторых нападающих по оценкам «Спорт-Экспресс»: 1996 (средний балл 6,30)